# اوکی‌بی-۱ ۱۵۰
اوکی‌بی-۱ ۱۵۰ (به انگلیسی: OKB-1 150) یک هواگرد ساختِ کارخانهٔ شرکت موشکی اس‌پی کارالیوف و صنایع فضایی انرگیا در کشور اتحاد جماهیر شوروی سوسیالیستی است. این هواگرد برای نخستین بار در ۵ سپتامبر ۱۹۵۲ میلادی مورد استفاده قرار گرفت.